# Schaafenmühle

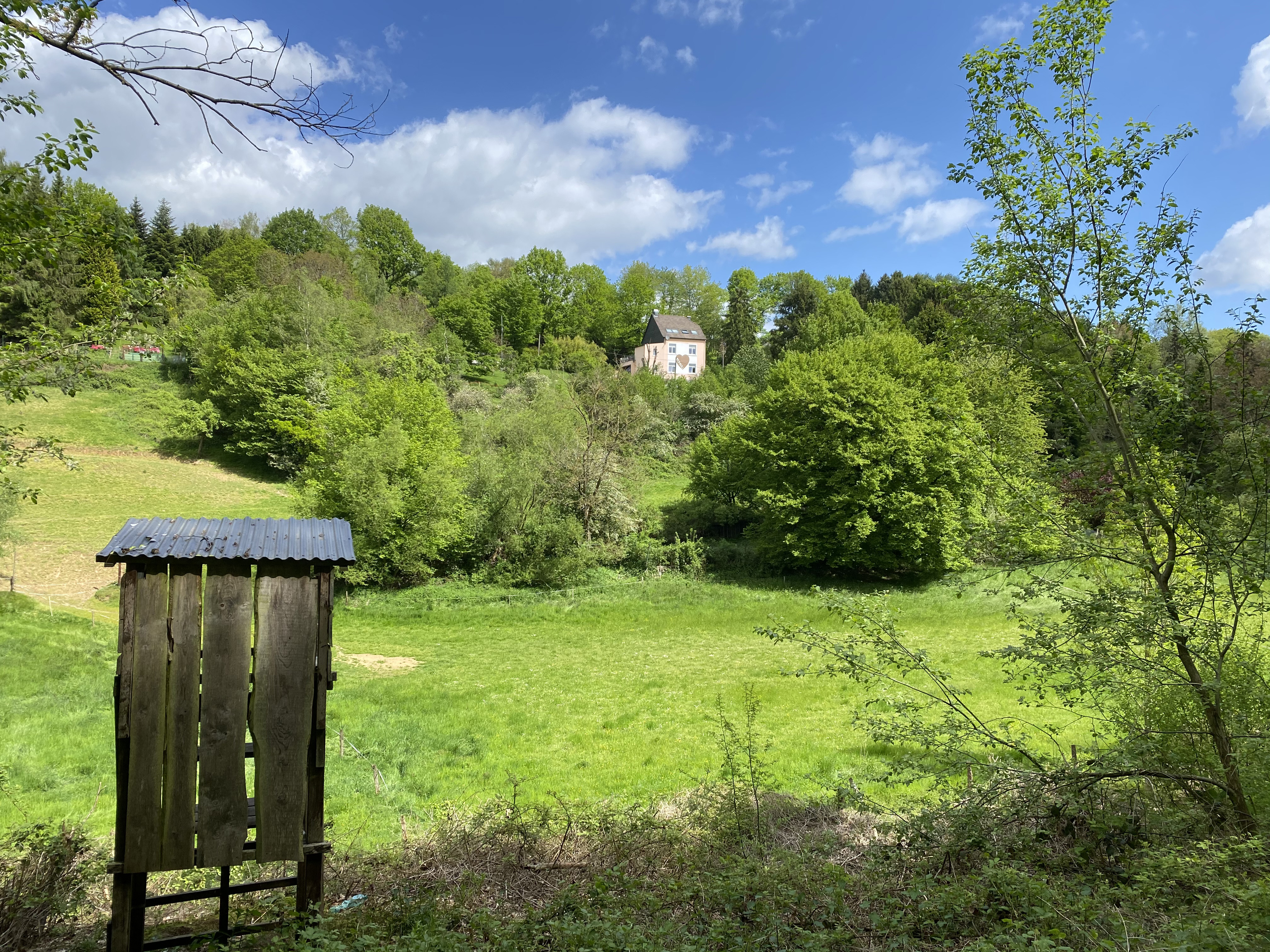
Nacker Bachtal, Solingen, 2021

Schaafenmühle ist eine Hofschaft in der bergischen Großstadt Solingen.

## Lage und Beschreibung
Der Ort befindet sich in einer Talmulde des Nacker Bachtals im Südosten des Stadtteils Merscheid nahe der Grenze zu Höhscheid und Solingen-Mitte. Er ist zu Fuß mithilfe der Wanderwege durch das Nacker Bachtal sowie von Norden her durch die Straße Schaafenmühle zu erreichen, die von der Höhenrückenstraße L 67, der Mangenberger Straße, abzweigt. Von dort aus führt die Straße bis Schaafenmühle in das Tal hinab, auch die Bahnstrecke Solingen–Remscheid wird dabei untertunnelt. Einzelne zu Schaafenmühle gehörende Gebäude, darunter sind auch noch teils verschieferte Fachwerkhäuser, befinden sich auch am östlich gelegenen Sichelweg. 
Benachbarte Orte sind bzw. waren (von Nord nach West): Hübben, Hoffnung, Nacken, Schaafenmühlerkotten, Hossenhaus, Obenkatternberg, Nester Kotten, Montanushof, Dahler Hammer, Merscheid und Dahl.

## Etymologie
Der Name des Ortes ist von einer ehemaligen Mühle im Ort abgeleitet, die ihren Namen wiederum von dem Familiennamen Schaaf, Schafe oder Schave hat.

## Geschichte
Schaafemühle wurde erstmals im Jahre 1452 als in der Moilen urkundlich erwähnt.:6 Bereits im 15. Jahrhundert war also im Ort eine Mühle vorhanden. Im Jahre 1715 ist der Ort in der Karte Topographia Ducatus Montani, Blatt Amt Solingen, von Erich Philipp Ploennies mit einer Hofstelle verzeichnet und als Schaafenmühl benannt. Daneben ist bereits der später Schaafenmühlerkotten unbenannt am Ufer des Nacker Bachs verzeichnet. Schaafenmühle wurde in den Ortsregistern der Honschaft Katternberg innerhalb des Amtes Solingen geführt. Die Topographische Aufnahme der Rheinlande von 1824 verzeichnet den Ort als Schafenmül, die Preußische Uraufnahme von 1844 verzeichnet ihn als Schafen M. In der Topographischen Karte des Regierungsbezirks Düsseldorf von 1871 ist der Ort unbenannt verzeichnet.
Nach Gründung der Mairien und späteren Bürgermeistereien Anfang des 19. Jahrhunderts gehörte Schaafenmühle zur Bürgermeisterei Höhscheid, die 1856 zur Stadt erhoben wurde. Die Bergisch-Märkische Eisenbahn-Gesellschaft (BME) trassierte zwischen 1865 und 1867 vom Bahnhof Ohligs-Wald aus eine Stichbahnstrecke bis zum Solinger Bahnhof Weyersberg, die nördlich an Schaafenmühle vorbei trassiert wurde.
Mit der Städtevereinigung zu Groß-Solingen im Jahre 1929 wurde Schaafenmühle ein Ortsteil Solingens. Nach den heutigen Stadtbezirks- und Stadtteilgrenzen gehört Schaafenmühle zu Merscheid.